# Музакитис, Христос
Христос Музакитис (греч. Χρήστος Μουζακίτης; родился 25 декабря 2006, Керкира)  — греческий футболист, полузащитник клуба «Олимпиакос» и сборной Греции.

## Клубная карьера
Воспитанник футбольной академии «Олимпиакоса», за которую выступал с восьмилетнего возраста. В сезоне 2023/24 помог «Олимпиакосу» выиграть Юношескую лигу УЕФА. В основном составе «красно-белых» дебютировал 29 сентября 2024 года, выйдя в стартовом составе в матче греческой Суперлиги против клуба «Атромитос».

## Карьера в сборной
Выступал за сборные Греции до 16, до 17, до 19 лет и до 21 года.
17 ноября 2024 года дебютировал за главную сборную Греции в матче против сборной Финляндии, в возрасте 17 лет, 10 месяцев и 23 дней став самым молодым игроком в истории греческой национальной сборной.

## Достижения
«Олимпиакос»
- Победитель Юношеской лиги УЕФА: 2023/24[2]